# Citrus glauca
Citrus glauca, широко відомий як пустельний лайм, є колючим чагарником або невеликим деревом, що походить із Квінсленда, Нового Південного Уельсу та Південної Австралії. У книзі «Корисні місцеві рослини Австралії» 1889 року записані загальні назви Citrus glauca.

## Таксономія
Згідно з системою Свінґла Citrus glauca було віднесено до роду Eremocitrus, близького родича роду Citrus. Новіша таксономія вважає, що всі австралійські лайми включені в рід Citrus, і більшість авторитетів трактують Citrus glauca таким чином. Citrus glauca є одним із найстійкіших видів цитрусових, він відносно стійкий до спеки, посухи та холоду. Таким чином, цей вид є потенційно важливим для програм розведення цитрусових і легко схрещується з багатьма поширеними видами цитрусових.

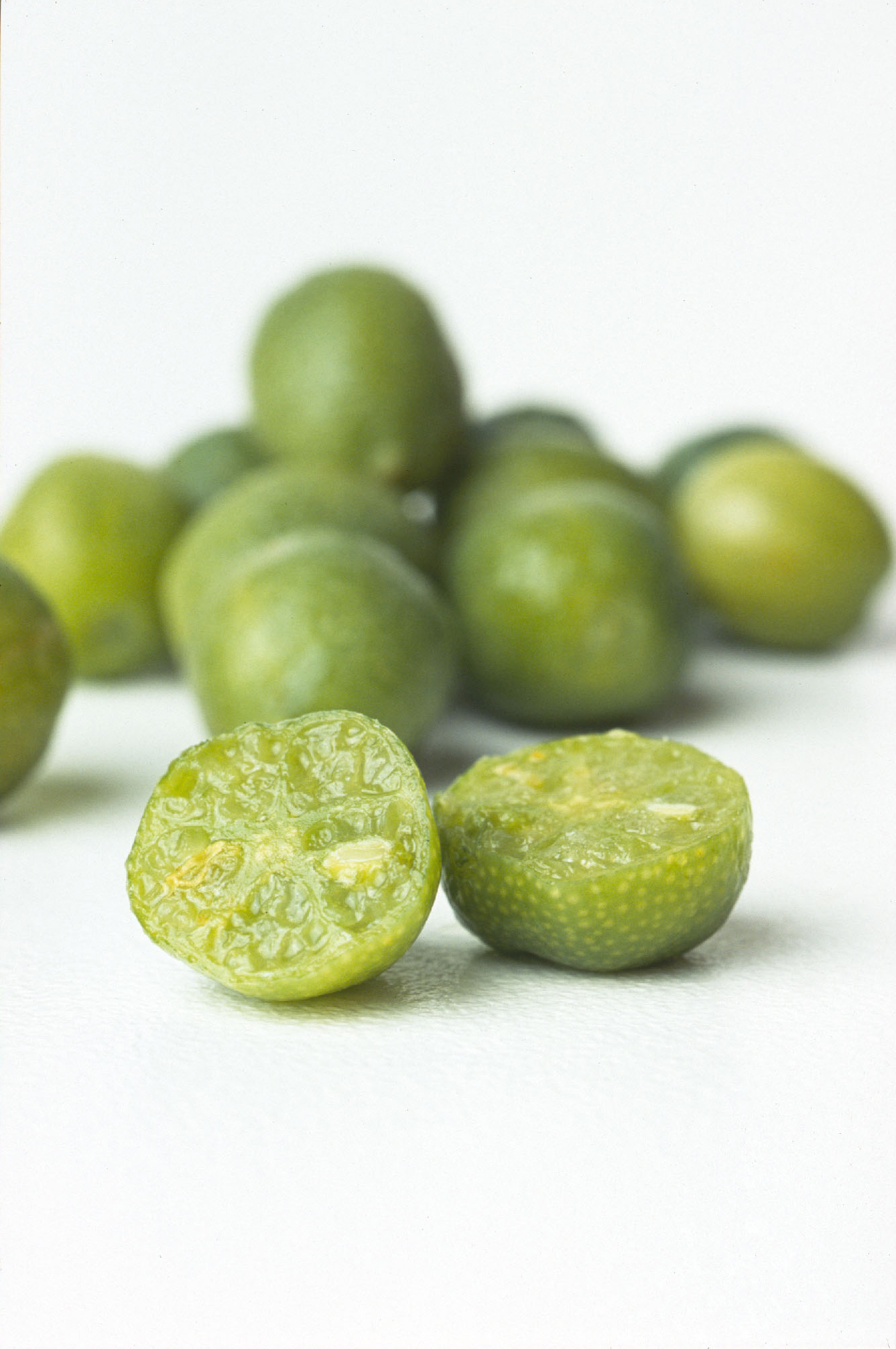
Citrus glauca

## Опис
Чагарник або невелике дерево до 12 метрів, воно має кілька незвичайних характеристик. Citrus glauca стійкий до холоду, спеки, посухи та засолення і вважається вічнозеленим. Якщо дощу не буде, воно скине листя. Він зав'язує плоди майже відразу після цвітіння і є найбільш раннім цитрусом. Плід дрібний і мінливий залежить від поточних кліматичних умов і генетичного складу. Шипи з'являються на низькорослих гілках, щоб запобігти поїданню кроликами, кенгуру, великою рогатою худобою тощо. Плід кулястої форми діаметром близько 3 см. Лайми мають інтенсивний пікантний смак.

## Використання

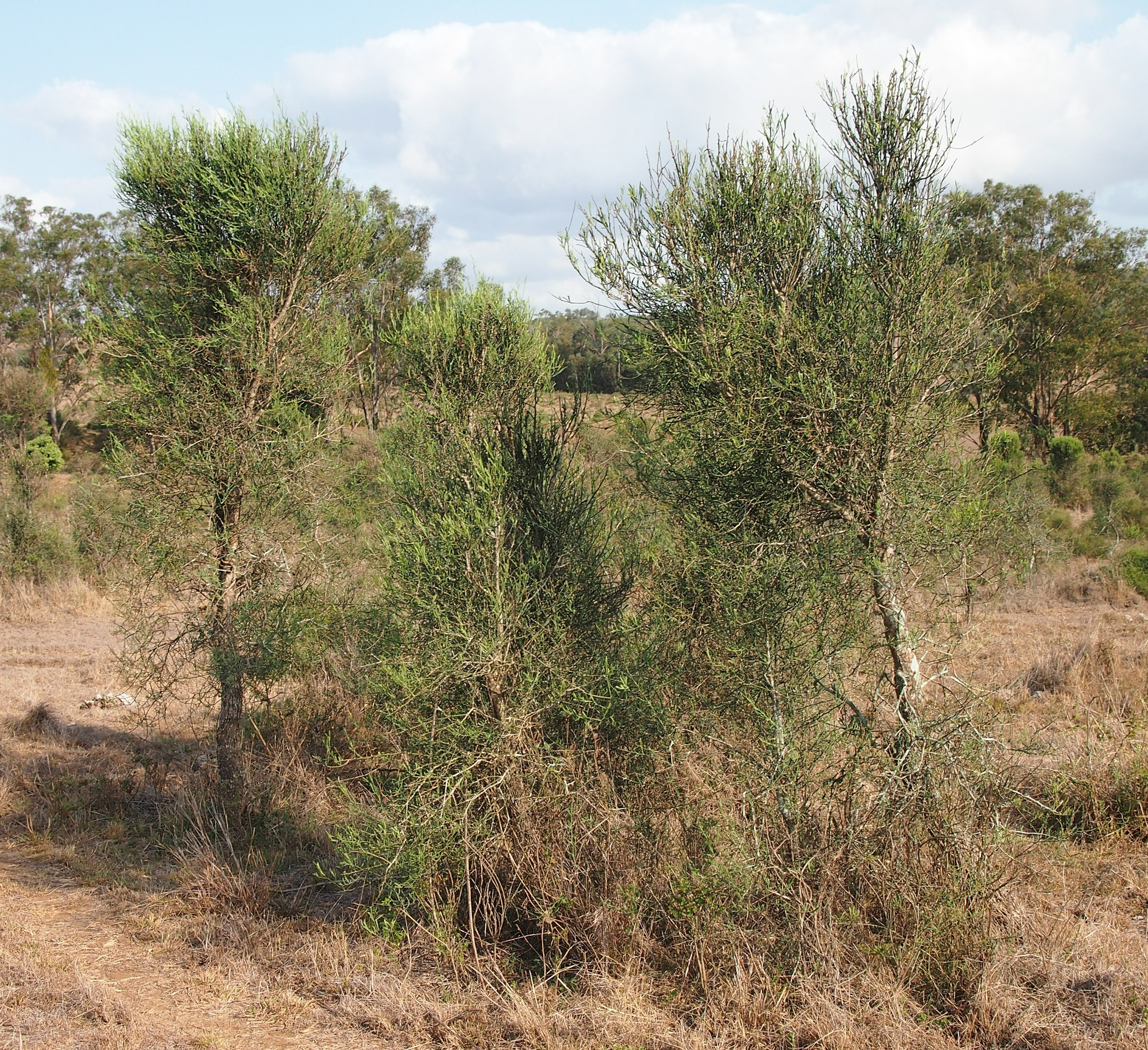
Citrus glauca в дикій природі

Плоди пустельного лайма є високо цінованим фруктом. Традиційно його збирають у дикому вигляді. Однак C. glauca також було значно знищено з деяких територій через постійне перетворення диких полів на сільськогосподарські. Фрукти використовуються в ряді продуктів, включаючи мармелад, напої та цукати. Має сильний смак, схожий на лайм.
Комерційне вирощування цього фрукта починає зменшувати залежність від продукту, зібраного в дикому вигляді.

### Систематика, сорти та гібриди
|  | Citrus inodora    |
|  |                   |
|  | Citrus maideniana |
|  |                   |

|  | Citrus garrawayi    |
|  |                     |
|  | Citrus australasica |
|  |                     |

|  | Citrus inodora    |
|  |                   |
|  | Citrus maideniana |
|  |                   |

|  | Citrus garrawayi    |
|  |                     |
|  | Citrus australasica |
|  |                     |

|  | Citrus inodora    |
|  |                   |
|  | Citrus maideniana |
|  |                   |

|  | Citrus garrawayi    |
|  |                     |
|  | Citrus australasica |
|  |                     |

|  | Citrus inodora    |
|  |                   |
|  | Citrus maideniana |
|  |                   |

|  | Citrus garrawayi    |
|  |                     |
|  | Citrus australasica |
|  |                     |

|  | Citrus inodora    |
|  |                   |
|  | Citrus maideniana |
|  |                   |

|  | Citrus garrawayi    |
|  |                     |
|  | Citrus australasica |
|  |                     |

|  | Citrus inodora    |
|  |                   |
|  | Citrus maideniana |
|  |                   |

|  | Citrus garrawayi    |
|  |                     |
|  | Citrus australasica |
|  |                     |

|  | Citrus inodora    |
|  |                   |
|  | Citrus maideniana |
|  |                   |

|  | Citrus garrawayi    |
|  |                     |
|  | Citrus australasica |
|  |                     |

|  | Citrus inodora    |
|  |                   |
|  | Citrus maideniana |
|  |                   |

|  | Citrus garrawayi    |
|  |                     |
|  | Citrus australasica |
|  |                     |

#### Гібриди
Вважається, що Eremolemon є природнім справжнім гібридом між Citrus glauca та Citrus meyeri. Цитрусові рослини легко гібридизуються, інші гібриди включають ереморанжи, ереморадіаси (гібриди з кислим апельсином) і цитрангеремоси (гібриди з цитранжами).

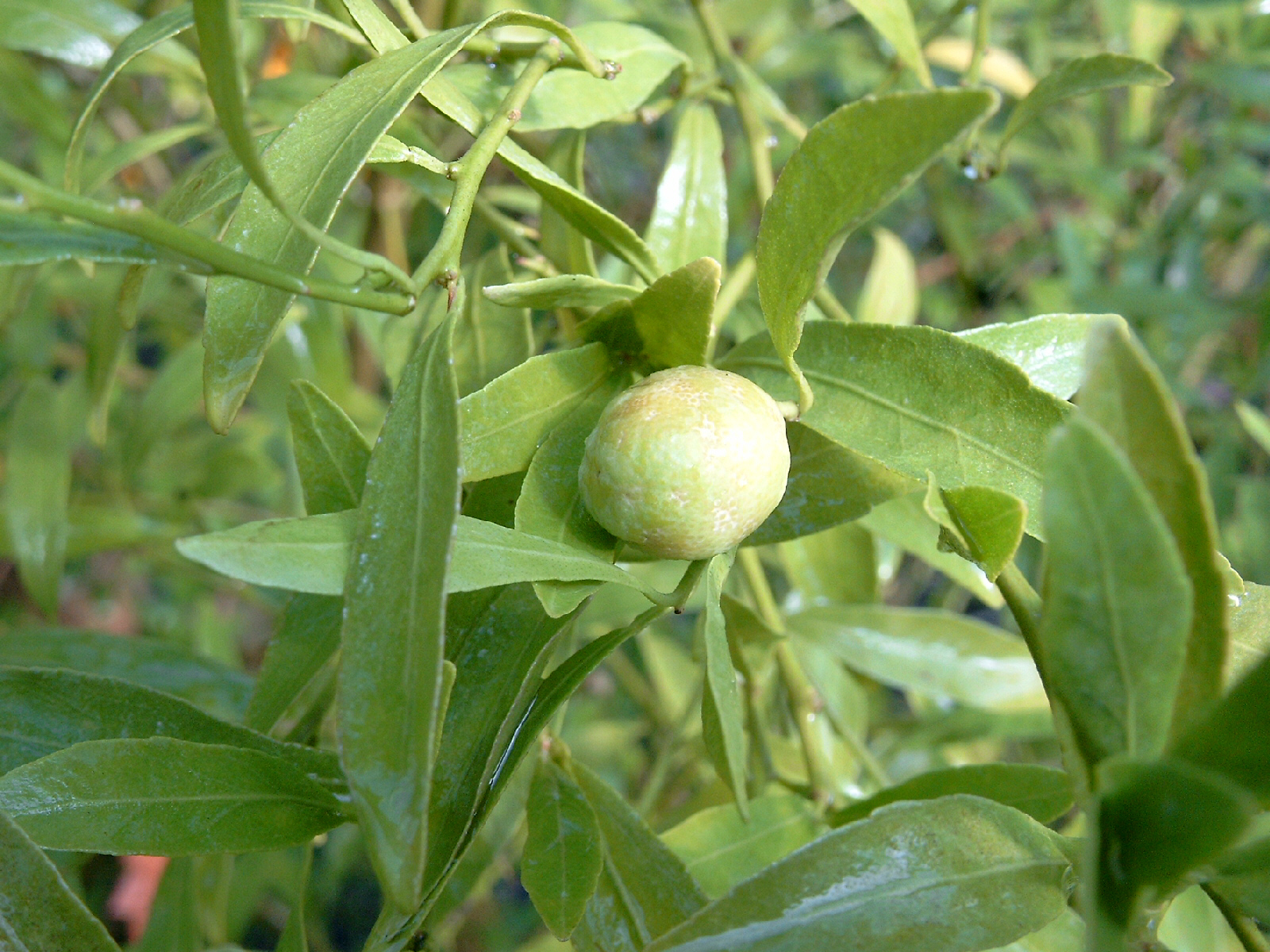
Eremolemon